# 拉基亞卡
22°06′S 65°34′W / 22.100°S 65.567°W

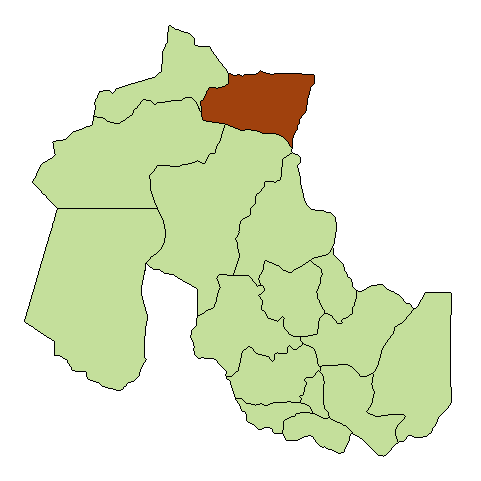

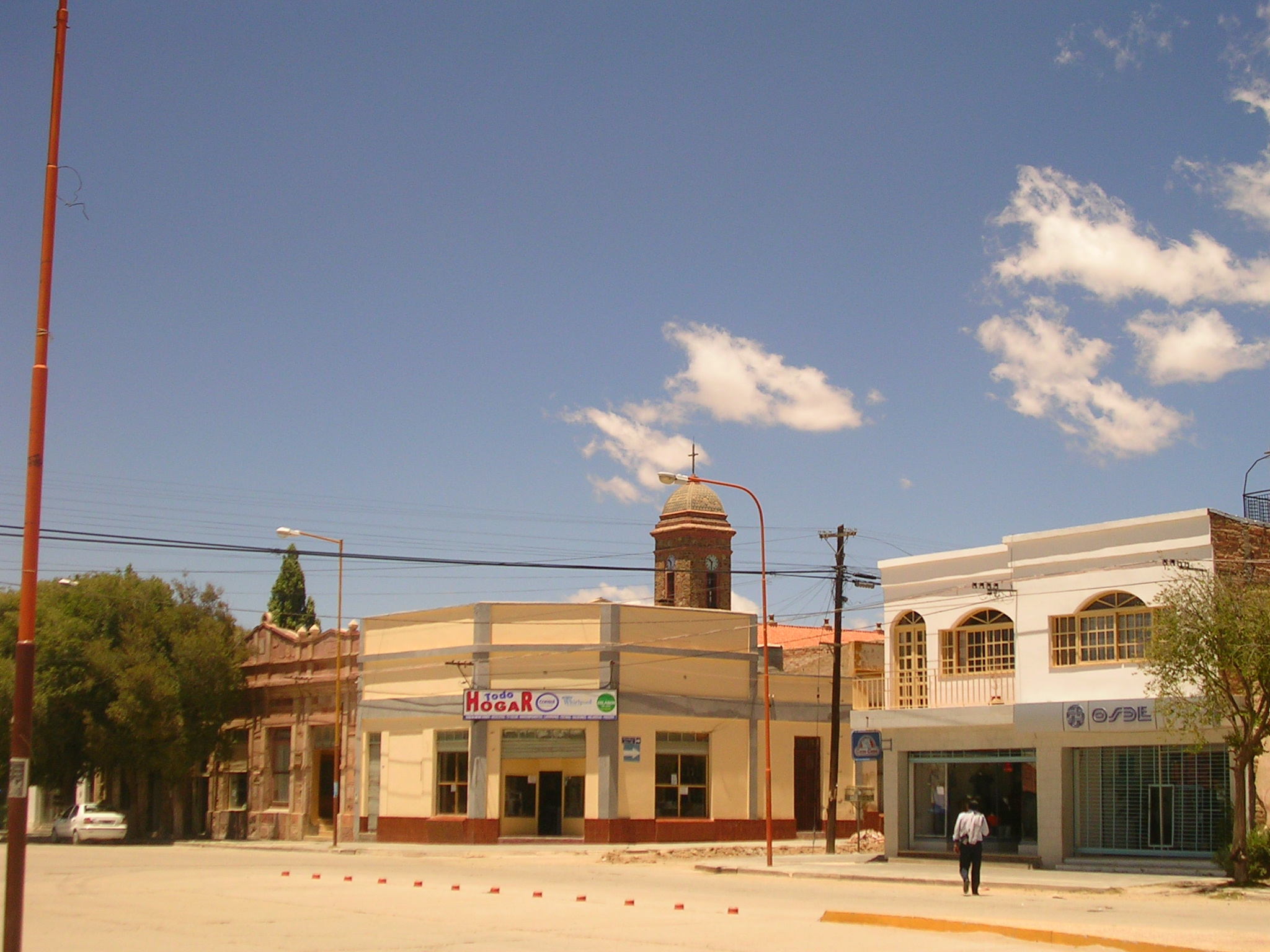

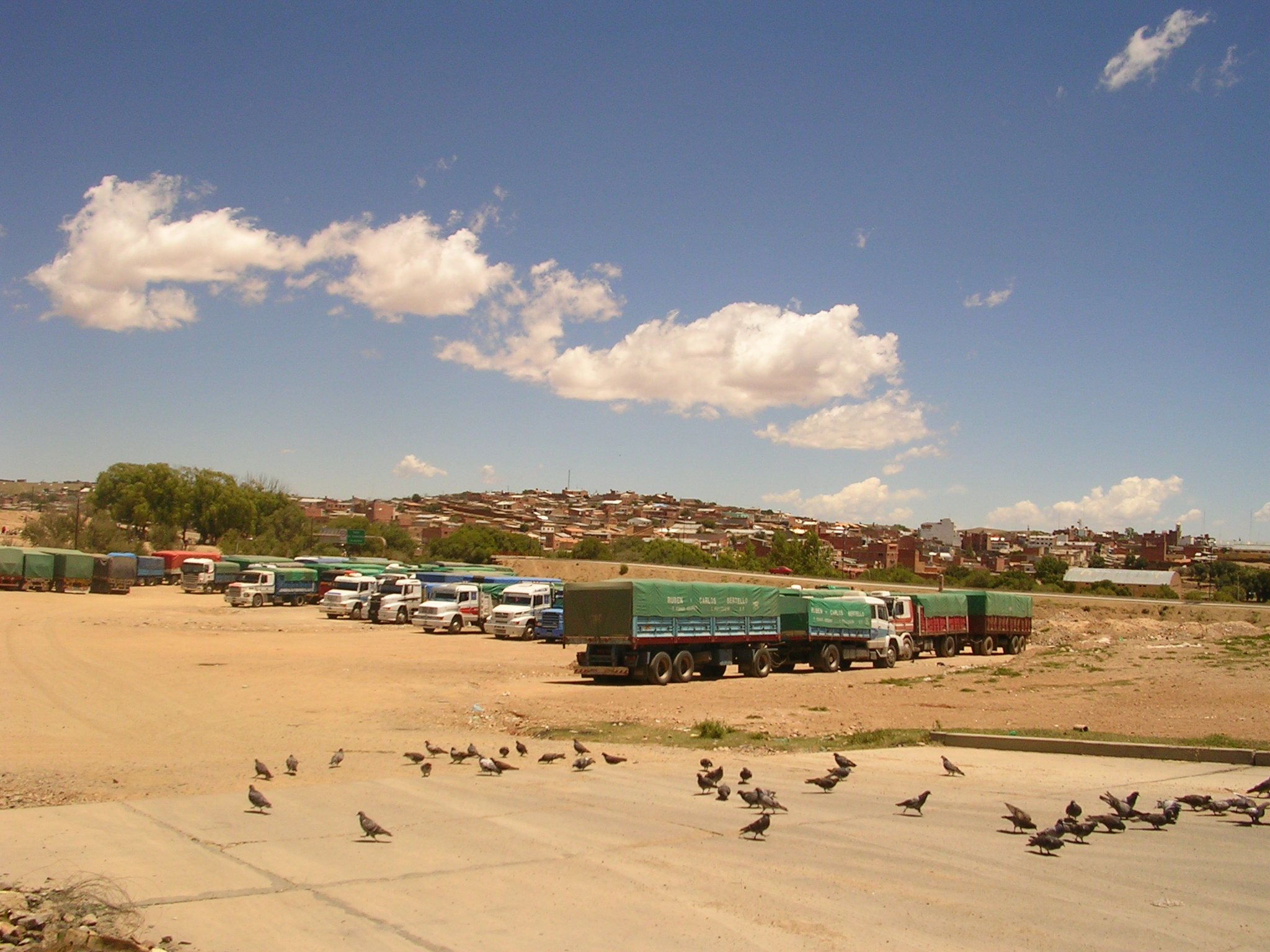

拉基亞卡（西班牙語：La Quiaca），是阿根廷的城市，位於該國西北部胡胡伊省，距離聖薩爾瓦多-德胡胡伊289公里，海拔高度3,442米，每年平均降雨量334毫米，2001年人口14,753。在它西南的Laguna de Pozuelo湖附近，正是香港的對蹠點。